# Viceroy Sidecar
Die Viceroy Sidecar Co. Ltd. war ein britischer Automobilhersteller, der nur 1915 in New Basford (Nottingham) ansässig war.
Der Viceroy war ein Leichtfahrzeug, das von einem Vierzylinder-Reihenmotor von Chapuis-Dornier angetrieben wurde. Der Motor wird mit 8/10 hp angegeben.